# Myzostoma gerlachei
Myzostoma gerlachei is een ringworm uit de familie Myzostomatidae.
Myzostoma gerlachei werd in 1936 voor het eerst wetenschappelijk beschreven door Fauvel.